# Fémes énekesseregély

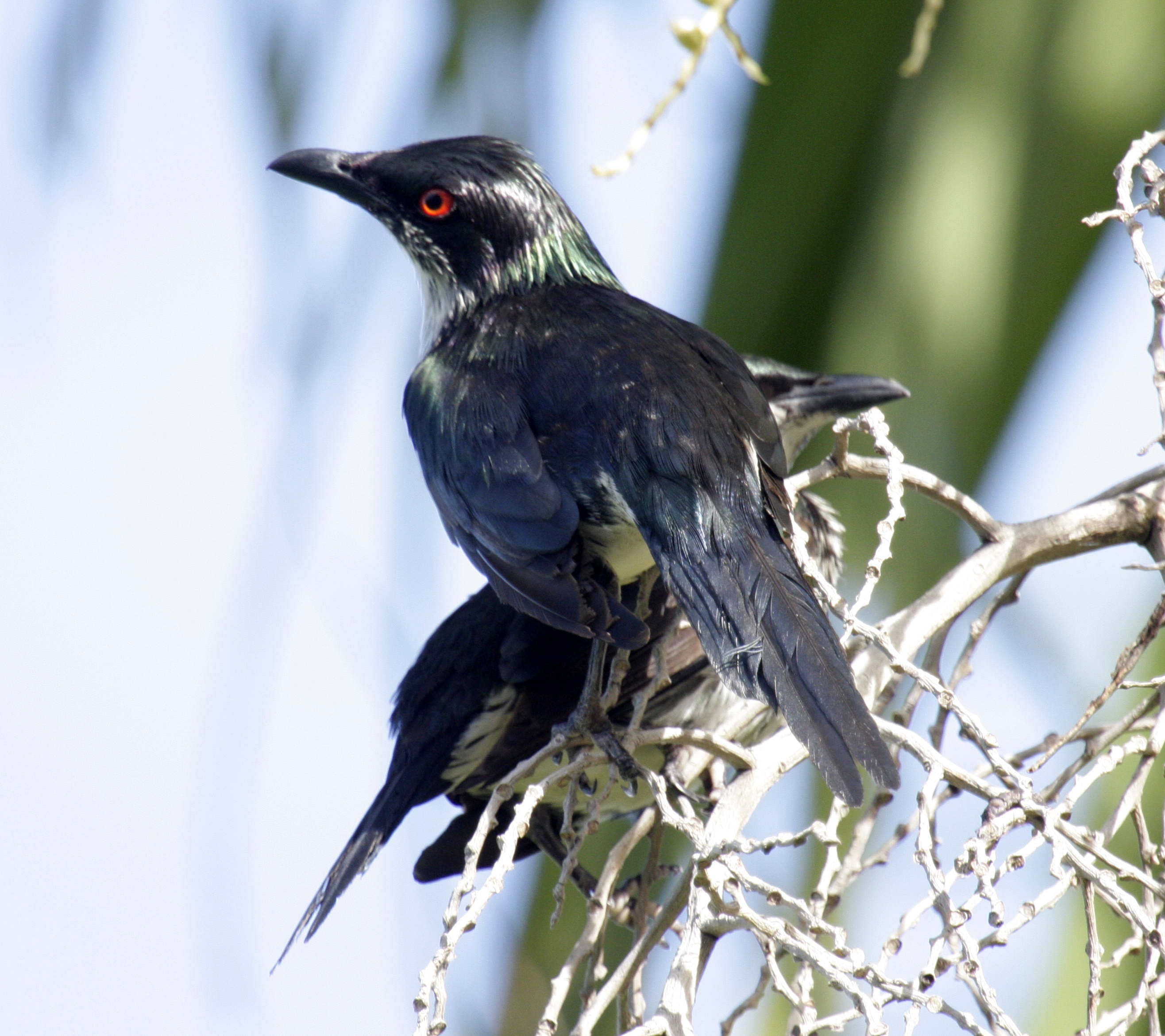

A fémes énekesseregély (Aplonis metallica) a madarak osztályának verébalakúak (Passeriformes) rendjébe és a seregélyfélék (Sturnidae) családjába tartozó faj.

## Előfordulása
Új-Guinea szigetén, a közeli kisebb szigeteken és Ausztrália északi részén egy kis területen honos. Az Ausztráliában költő egyedek a költési időszak után elhagyják a kontinenst és Új-Guinea szigetének esőerdeiben és mangroveerdeiben töltik a téli időszakot.
Az alföldek irtáserdeiben, erdőszélein és kertjeiben honos.

## Alfajai
- Aplonis metallica metallica - a Maluku-szigetek, Új-Guinea, Ausztrália északkeleti része
- Aplonis metallica nitida - a Bismarck-szigetek és a Salamon-szigetek
- Aplonis metallica purpureiceps - az Admiralitás-szigetek
- Aplonis metallica inornata - Numfor és Biak

## Megjelenése
Testhossza 35 centiméter. A kifejlett madarak tollazata fémes csillogású zöld. Jellemző bélyegük piros szemeik. A nemek hasonlóak.
Hosszú, lépcsőzetes farkát oldalirányban csapkodják, és ezzel olyan benyomást keltenek, mintha az csak lazán kapcsolódna törzsükhöz.

## Életmódja
Gyümölcsöt, nektárt és rovarokat eszik, melyet a fákon és az aljnövényzet között gyűjti be. Igen társas hajlamú faj, eleséggyűjtő útjaik során sok madár összeverődik.
Éneke éles hadarásból és rövid trillákból áll.

## Szaporodása
A fémes énekes seregély kolóniákban költő madár. Olykor 300 pár is költhet egymás közelében, néha akár egyetlen fán is. A többi seregélyfajjal ellentétben az ágakról lelógó, nagy zacskószerű fészket épít, mely igen emlékeztet a szövőmadarak fészkeire.
A fiatal madarak már második életévükben költhetnek. Vagy betársulnak a kolóniába vagy egy csapat fiatal pár új kolóniát alapít a közelben.

## Fordítás
- Ez a szócikk részben vagy egészben  a   Metallic Starling című angol Wikipédia-szócikk ezen változatának fordításán alapul.  Az eredeti cikk szerkesztőit annak laptörténete sorolja fel. Ez a jelzés csupán a megfogalmazás eredetét és a szerzői jogokat jelzi, nem szolgál a cikkben szereplő információk forrásmegjelöléseként.